# Bignicourt-sur-Marne
Bignicourt-sur-Marne é uma comuna francesa na região administrativa do Grande Leste, no departamento de Marne. Estende-se por uma área de 2.83 km², e possui 352 habitantes, segundo o censo de 2018, com uma densidade de 120 hab/km².